# Samum (Wind)
Samum (arabisch سموم, DMG Samūm) ist die lokale Bezeichnung für einen heißen und trockenen Wüstenwind im nordafrikanisch-arabischen Raum, der gewöhnlich eine große Menge an Sand mit sich führt und in der Regel nur kurze Zeit andauert.
Das aus dem Arabischen stammende Wort bedeutet übersetzt Giftwind. Dies deutet bereits auf die Gefährlichkeit hin, die dieser Art Sandsturm beigemessen wird. Der Samum ist zum Teil staubbeladen und ein sehr heißer Wüstenwind. An der Warmfront atlantischer Tiefdruckgebiete weht häufig heiße Wüstenluft (Scirocco) aus der Sahara Richtung Norden, also Richtung Mittelmeerraum. Ist die Strömung stark genug, so kann sich auf diese Weise ein heißer Staubsturm entwickeln.
Meist weht ein Samum aus westlicher Richtung und kommt am häufigsten im Frühling bis Frühsommer vor.
Siehe auch: Winde und Windsysteme